# AKA (rapper)
AKA (Kaapstad, 28 januari 1988 – Durban, 10 februari 2023), artiestennaam van Kiernan Jarryd Forbes, was een Zuid-Afrikaans rapper en muziekproducer. Hij was een van de meest populaire Zuid-Afrikaanse muzikanten van zijn tijd en de best verkopende Zuid-Afrikaanse hiphopartiest ooit.

## Biografie
Forbes werd geboren in Kaapstad, maar verhuisde op jonge leeftijd naar Johannesburg. In 2002 zette hij met twee vrienden de hiphopgroep Entity op; zij verkregen in 2005 een nominatie voor een Kora Award in de categorie beste hiphop van Afrika. Een jaar later ging de groep uit elkaar en ging Forbes zich richten op zijn studie geluidstechnicus. Ondertussen hield hij zich wel bezig met het produceren en schrijven van muziek.
In 2010 bracht hij zijn eerste single uit. Victory lap, van zijn debuutalbum Altar ego, stond bovenaan de hitlijsten en het album zelf won meerdere prijzen, zoals de Metro FM Music Award in 2011 voor beste hiphopalbum. In 2012 werd AKA onderscheiden als beste mannelijke artiest op de South African Music Awards. Hierna volgden de albums Levels (2014), Be careful what you wish for (2017) en Touch my blood (2018). Begin september 2022 kondigde hij de komst aan van zijn vierde studio-album, Mass country. Het uitbrengen ervan zou hij echter niet meer meemaken.
AKA zou vanwege zijn verjaardag op 10 februari 2023 optreden in een nachtclub in Durban. Terwijl hij met vrienden buiten bij een restaurant stond, werd hij onder vuur genomen door twee schutters. Zowel hij als een vriend van hem waren op slag dood. De rapper had één dochter, geboren uit een kortstondige relatie met dj en producer DJ Zinhle. Ten tijde van zijn overlijden had hij een relatie met rapper Nadia Nakai.

## Discografie

### Albums
- Altar ego (2011)
- Levels (2014)
- Be careful what you wish for (met Anatii) (2017)
- Touch my blood (2018)
- You're welcome (met Costa Tich) (2021)
- Mass country (2023)

- Bibliothèque nationale de France: cb17810887t (data)
- International Standard Name Identifier: 0000 0004 6560 8930
- MusicBrainz: 52486a37-7ebf-4eb4-b067-ba17417fe9d3
- Virtual International Authority File: 4559172459148422830009